# 토마스 토르다르손
토마스 토르다르손(Tomas Thordarson, 1974년 ~ )은 덴마크, 아이슬란드의 가수이다. 유로비전 송 콘테스트 2004에서 덴마크 대표로 참가했다.